# Spar- und Leihkasse Bucheggberg
De Spar- und Leihkasse Bucheggberg (SLB) is een Zwitserse bank en heeft zijn hoofdzetel in Lüterswil-Gächliwil in het kanton Solothurn.

## Omschrijving
De Spar- und Leihkasse Bucheggberg legt zich vooral toe op retailbanking en hypotheekleningen. Naast het hoofdkantoor in Lüterswil-Gächliwil heeft de bank eveneens een vestiging in Messen. De bank werd in 1850 opgericht als naamloze vennootschap. Op het einde van 2012 had de bank een balanstotaal van 454,9 miljoen Zwitserse frank en werken er 18 mensen in deze onderneming.